# Empis bohemica
Empis bohemica är en tvåvingeart som beskrevs av Chvala och Syrovatka 1987. Empis bohemica ingår i släktet Empis och familjen dansflugor. Inga underarter finns listade i Catalogue of Life.